# Miklós Sárkány
Miklós Sárkány (ur. 15 sierpnia 1908 w Budapeszcie, zm. 20 grudnia 1998 w Wiedniu) – węgierski piłkarz wodny. Dwukrotny złoty medalista olimpijski.
Na igrzyskach startował dwa razy (1932 i 1936) i za każdym razem zwyciężał z drużyną waterpolistów. W dwóch turniejach wystąpił łącznie tylko w czterech meczach. Dwa razy był mistrzem Europy w (1931 i 1934).